# Jan Černý (poslanec)
Jan Černý (25. dubna 1880 Věkoše – 15. ledna 1935 Smokovec) byl československý politik a meziválečný poslanec Národního shromáždění za Republikánskou stranu zemědělského a malorolnického lidu (agrárníky), starosta obce Věkoše a dlouholetý aktivista v oblasti elektrifikace.

## Biografie
Vystudoval nižší reálnou školu a pak převzal rodové hospodářství. Absolvoval vojenskou službu a pak se zapojil do veřejného života. Byl aktivní v družstevnictví. Za světové války byl členem domácího odboje (organizace Maffie).
Hrál významnou roli v událostech 28. října 1918 v Hradci Králové. Stal se předsedou místního Národního výboru a byl hlavním řečníkem na demonstraci, jež ve městě toho dne probíhala. Již předtím byl starostou obce Věkoše (byl tehdy nejmladším starostou v Čechách), kteréhožto postu se vzdal po svém zvolení do Národního shromáždění. V obci zřídil školu, rozvod elektřiny a zasloužil se o elektrifikaci okolního kraje. Roku 1914 inicioval zřízení Agrární záložny.

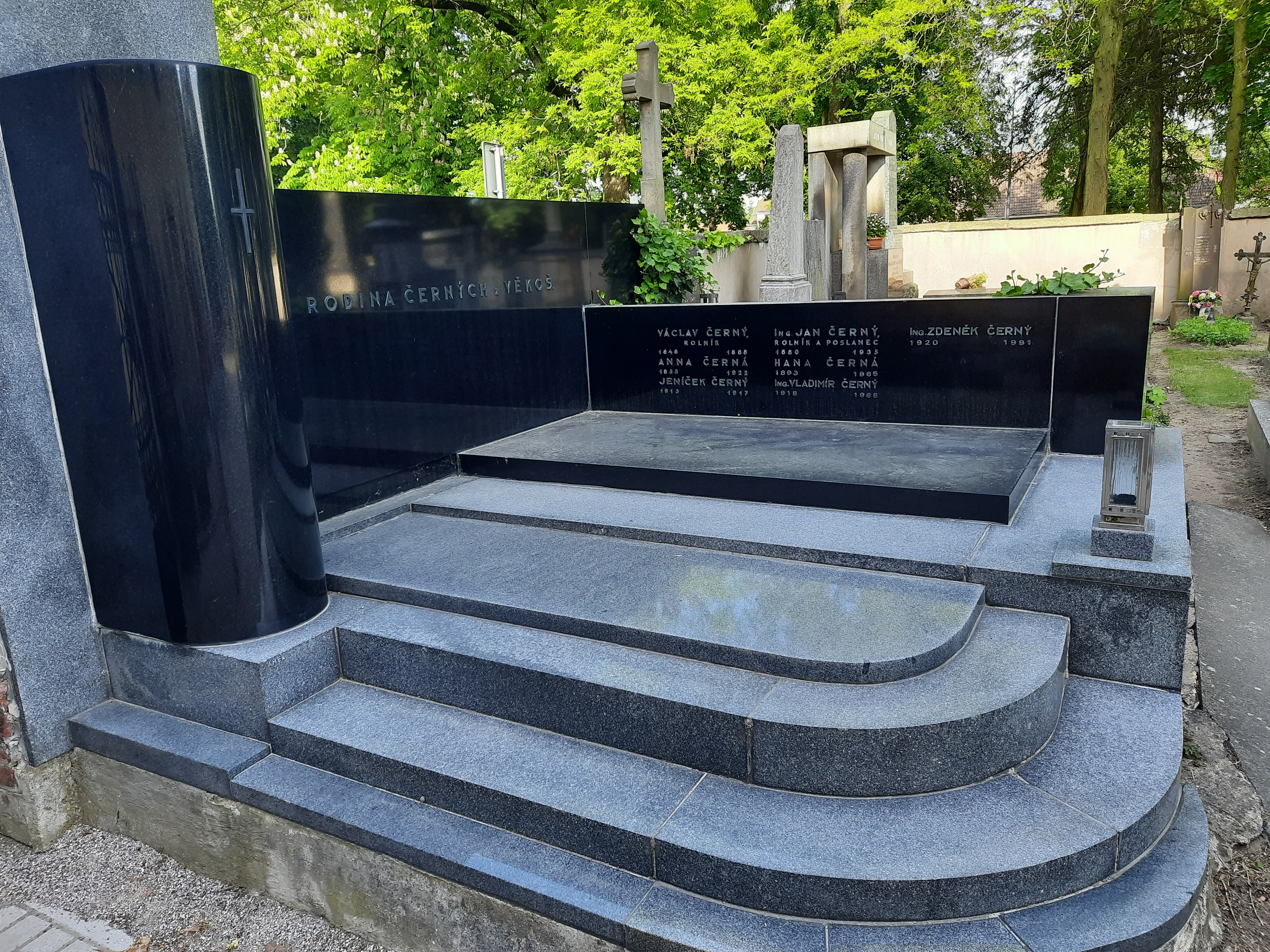
Rodinná hrobka Černých na hřbitově v Pouchově

V parlamentních volbách v roce 1920 byl za agrárníky zvolen poslancem Národního shromáždění. Své křeslo obhájil i ve volbách v roce 1925. Profesí byl podle údajů k roku 1925 rolníkem ve Věkoši u Hradce Králové.
Od roku 1927 trpěl nemocí. Zemřel během léčebného pobytu v lednu 1935 ve slovenském Starém Smokovci, po dlouhé a těžké chorobě. Pohřben byl do rodinné hrobky na hřbitově v Pouchově.